# Tchécoslovaquie aux Jeux olympiques d'hiver de 1964
La Tchécoslovaquie participe aux Jeux olympiques d'hiver de 1964, organisés à Innsbruck en Autriche. Ce pays participe aux Jeux olympiques d'hiver pour la neuvième fois après sa présence à toutes les éditions précédentes. La délégation tchécoslovaque, formée de 46 athlètes (36 hommes et 10 femmes), remporte une médaille de bronze et se classe au quatorzième rang du tableau des médailles.

## Médaillés
| Médaille de bronze, Jeux olympiques | Équipe de Tchécoslovaquie de hockey sur glace \| Vladimír Dzurilla \| \| Ladislav Šmíd \| \| Josef Černý \| \| \| Vladimír Nadrchal \| \| Vlastimil Bubník \| \| Stanislav Prýl \| \| \| Rudolf Potsch \| \| Jaroslav Walter \| \| Jozef Golonka \| \| \| František Tikal \| \| Miroslav Vlach \| \| Jaroslav Jiřík \| \| \| František Gregor \| \| Jiří Dolana \| \| Jan Klapáč \| \| \| Stanislav Sventek \| \| Jiří Holík \| \| \| \| | Hockey sur glace | Hommes |                |  |
| Vladimír Dzurilla                   | | Ladislav Šmíd    |        | Josef Černý    |  |
| Vladimír Nadrchal                   | | Vlastimil Bubník |        | Stanislav Prýl |  |
| Rudolf Potsch                       | | Jaroslav Walter  |        | Jozef Golonka  |  |
| František Tikal                     | | Miroslav Vlach   |        | Jaroslav Jiřík |  |
| František Gregor                    | | Jiří Dolana      |        | Jan Klapáč     |  |
| Stanislav Sventek                   | | Jiří Holík       |        |                |  |